# Lavotchkin La-168
O Lavotchkin La-168 foi um caça a jato, desenvolvido pela União Soviética. Assim como o mais conhecido Mikoyan-Gurevich MiG-15, que acabou sendo selecionado e se tornou um dos mais bem-sucedidos caças a jato de sua era, o La-168 foi projetado em resposta a um pedido de 1946 por um caça a jato com asa em flecha, capaz de efetuar voos transônicos. A aeronave deveria usar o novo motor turbojato baseado no Rolls-Royce Nene, em competição com os escritórios de Artem Mikoyan, Mikhail Gurevich e Alexander Yakovlev. Uma versão em escala menor desta aeronave levaria à produção do La-15, que teria um bom desempenho, mas seria deixado de lado em favor ao MiG-15.

## Projeto e desenvolvimento
A Aeronave 168 foi precedida pelo caça a jato Lavotchkin La-160 que foi o primeiro a utilizar superfícies de asa em flecha, desenvolvido primeiro pelos alemães, mas movendo o motor do nariz para a parte de trás do piloto. Lembrava o MiG-15 e usava o mesmo armamento e motor Rolls-Royce Nene II. Diferente do MiG-15, o La-168 tinha a asa alta e uma cauda em T. Devido à decisão da Lavotchkin de aguardar o desenvolvimento do La-168 em conjunto com o motor Nene II, o MiG-15 voou pela primeira vez com o mais fraco Nene I e esteve disponível quatro meses mais cedo, dando-o uma grande vantagem.
O primeiro voo da Aeronave 168 foi em 22 de abril de 1948, com o piloto I.E. Fedorov no comando. Os testes continuaram até 19 de fevereiro de 1949, quando os testes dos canhões em alta altitude causaram a falha do canopy, resultando em uma acidente quase fatal. No final, o caça da Lavotchkin perdeu a competição contra o MiG-15. Outro derivado do 168 foi o La-176, o primeiro avião soviético a atingir voo supersônico (em um leve mergulho) em 26 de dezembro de 1948.
Uma versão em escala menor desta aeronave, motorizada por um Rolls-Royce Derwent, produzido como Aeronave 174, protótipo da versão de produção denominada La-15, que apesar de ter um desempenho superior, era mais caro e difícil de produzir em série em relação ao MiG-15.

## Variantes
- Aeronave 176 - Uma Aeronave 168 produzida com asa em flecha a 45°. Acredita-se ter sido a primeira aeronave soviética a exceder Mach 1.0, embora em descida. Se acidentou enquanto voava supersônico, quando o canopy falhou.
- Aeronave 174 - Uma versão em escala 0.9 da Aeronave 168, sendo produzido como La-15.